# Calm Down
"Calm Down"  é uma canção do rapper americano Busta Rhymes, lançado como o terceiro single de seu decimo álbum de estúdio E.L.E.2 (Extinction Level Event 2). A canção tem participação do rapper americano Eminem e foi produzido por Scoop DeVille. Foi lançado para download digital em 01 julho de 2014 pelos selos The Conglomerate Entertainment e Empire Distribution.

## Performance comercial
Na semana de estréia o single vendeu 40,133 copias digitais no Estados Unidos, fazendo a canção alcançar a posição 94 na Billboard Hot 100.

## Desempenho nas paradas
| Paradas (2014)                               | Melhor posição |
| -------------------------------------------- | -------------- |
| Alemanha (Deutsche Black Charts)             | 2              |
| Bélgica (Ultratop 50 de Flandres)            | 37             |
| Canadá (Canadian Hot 100)                    | 65             |
| Estados Unidos (Billboard Hot 100)           | 94             |
| Estados Unidos (Billboard R&B/Hip-Hop Songs) | 29             |
| França (SNEP)                                | 183            |
| Reino Unido (UK Singles Chart)               | 63             |